# 進め!ラビット
『進め!ラビット』（すすめ!ラビット、英語: Crusader Rabbit）は、世界で初めてテレビ放送されたアメリカ合衆国のアニメ作品である。1話4分でクリフハンガーと呼ばれる、物語のクライマックスを描写しない手法を採用した風刺アニメである。
1950年8月1日（誤って1949年8月1日としている資料も見られる）にロサンゼルス地域で第1作目としてCrusader vs. the State of Texasが、KNBH（現在のKNBC）で放送された。このときは、1950年から翌年にかけて195話が放送され、1959年に260話としてカラーでリメイク放送された。後に『ロッキーとブルウィンクルの大冒険』を制作することになるジェイ・ウォードがビジネスマネージャー兼プロデューサーとして就いた。

## 日本での放送
日本では1959年7月20日から1960年10月4日まで、開局間もないフジテレビで放送された（1960年5月18日以降は再放送）。明治乳業（現：株式会社 明治）の一社提供。放送時間は月曜 - 土曜18:55 - 19:00（JST）で、この枠では初のアニメとなる。なお、ナレーションは黒沢良が務めた。喜多道枝も出演したことがあるが、ラビット役かは不明。
フジテレビ以外での放送
- 北日本放送 - 1967年に月曜 - 土曜 17:20 - 17:30にて放送[8]。
- 北陸放送 - 1961年に月曜 - 土曜 5:55 - 6:15にて放送[9]

## 関連文献
- Kevin Scott Collier. The Hare Raising Tales of Crusader Rabbit. CreateSpace Independent Publishing Platform, 2018. ISBN 1723388726
- Fred Patten. “2 ½ Carrots Tall: TV’s First Animated Cartoon Star. Part 1, The Story Behind Crusader Rabbit” Comics Scene #6 (November 1982), pp. 50–56; “Part 2, The Stories of Crusader Rabbit” Comics Scene #7 (February 1983), pp. 20–22.
- Fred Patten. "Some Notes on Crusader Rabbit” Animatrix (UCLA Animation Workshop) #6 (Summer 1992), pp. 29–36.